# Samuel D. Warren
Pour les articles homonymes, voir Warren et Samuel Warren (homonymie).
 (octobre 2014).
Améliorez-le ou discutez des points à vérifier. 

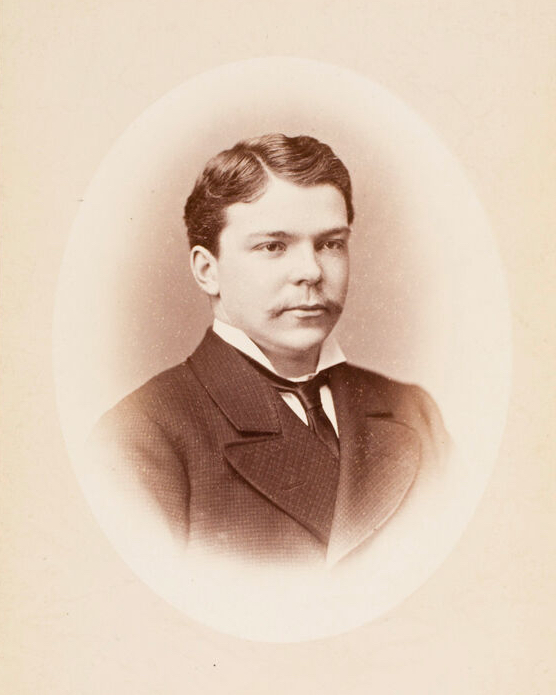
Samuel Warren en 1875

Samuel Dennis Warren (né le 25 janvier 1852 et mort le 19 février 1910) est un juge américain. Il était basé à Boston.
Samuel Warren est diplômé du Harvard College en 1875 et sortit second de sa promotion à la Faculté de droit de Harvard en 1877. La première place revint à son collègue et ami Louis Brandeis, qui finira comme juge à la Cour suprême des États-Unis. Warren et Brandeis fondèrent la principale société de juristes de Boston : la Nutter McClennen & Fish (en) en 1879. À la fin l'année 1890, ils publièrent leur célèbre article sur la loi : The Right to Privacy (en) (« Le droit à la vie privée »), qui marqua durablement l'histoire du droit et des libertés aux États-Unis.
« That the individual shall have full protection in person and in property is a principle as old as the common law; but it has been found necessary from time to time to define anew the exact nature and extent of such protection »
« Le fait que chacun doivent avoir une protection complète tant de sa personne que de ses biens est un  principe aussi vieux que la loi commune; mais il a semblé nécessaire de le redéfinir périodiquement pour renouveler sa nature exacte et l'étendue d'une telle protection ».
À partir de 1902, et jusqu'en 1906, il assura les fonctions de président des administrateurs du musée des beaux-arts de Boston.
En 1883, il épousa Mabel Bayard, la fille de Thomas F. Bayard. Ils eurent six enfants.
Il fut amené au suicide à Dedham (Massachusetts) le 18 février 1910, à la suite de procès interminables avec son frère Edward Perry Warren à propos de l'héritage familial. Sa  famille dissimula le suicide et la date de sa mort.